# Parasemia brunnescens
Parasemia brunnescens är en fjärilsart som beskrevs av Karl Schawerda 1906. Parasemia brunnescens ingår i släktet Parasemia och familjen björnspinnare. Inga underarter finns listade i Catalogue of Life.